# Cal Jan Pau
Cal Jan Pau és un edifici del municipi de Planoles (Ripollès) que forma part de l'Inventari del Patrimoni Arquitectònic de Catalunya.

## Descripció
Es tracta d'una pallissa transformada rudimentàriament en habitacle pel masover a la primera planta, la construcció actual data de l'any 1846. Consta de dos cossos rectangulars units per l'angle, disposats segons la mateixa orientació. Tres crugies de les mateixes dimensions componen un volum auster i noble, l'horitzontalitat del qual contrasta amb la verticalitat triangular de l'altre. A la casa pairal, la prolongació de la barbacana el teulat aixopluga la galeria construïda de fusta, espai intermedi entre l'interior i l'exterior, de línia senzilla i elegant contraposada a la massa i predomini del massís dels murs.